# Вольтат
Вольтат (нім. Wohlthat) — гірський масив на схід від гірського масиву Орвін на території Землі Королеви Мод в Антарктиді.
Назву Вольтат нанесено на карту Антарктиди за часів експедицій Третього рейху (Нова Швабія), з ініціативи Герінга, який запропонував увічнити ім'я організатора експедиції Гельмута Вольтата.
Починаючи з 1960 р радянські антарктичні експедиції займалися дослідженням гірського району Землі Королеви Мод. Під час детального вивчення масиву Вольтат і гір Мюлін-Гофман, виявилася доцільність у наданні назв деяким безіменним географічним об'єктам. Нові найменування були запропоновані членами Радянської антарктичної експедиції і потім доповнені в Арктичному і антарктичному науково-дослідному інституті геології Арктики і Державному проектно-конструкторському та науково-дослідному інституті морського транспорту. Серед них — скеля Бистрова (71°47′ пд. ш. 12°34′ сх. д. / 71.783° пд. ш. 12.567° сх. д.), нанесена на карту 1961 року.
У січні-лютому 2003 року російська експедиція «Антарктида — Росія 2003» підкорила кілька безіменних гірських вершин у масиві Вольтат. Після цього на карті Землі Королеви Мод з'явилися нові географічні назви — пік Георгія Жукова (71°36′ пд. ш. 12°38′ сх. д. / 71.600° пд. ш. 12.633° сх. д.), пік Святих Бориса і Гліба (71°27′ пд. ш. 12°28′ сх. д. / 71.450° пд. ш. 12.467° сх. д.), пік Володимир і пік Гесер. На вершині піку Святих Бориса і Гліба було споруджено двометровий православний хрест.